# Formosania paucisquama
Formosania paucisquama és una espècie de peix de la família dels balitòrids i de l'ordre dels cipriniformes que es troba a Guangdong (Xina).